# Мечето Йоги
Мечокът Йоги (на английски: Yogi Bear) е анимационен герой, създаден от „Хана-Барбера“.
Йоги дебютира през 1958 г. като второстепенен герой в „Шоуто на Хъкълбери Хрътката“. Той добива голяма популярност и през 1961 г. получава свое собствено шоу. През годините той се появява и в много други анимационни сериали, между които „Бандата на Йоги“ (1973), „Космическото състезание на Йоги“ (1978), „Съкровищният лов на Йоги“ (1985) и „Йо! Йоги“ (1991).
От 1958 до смъртта си през 1988 легендарният озвучаващ актьор Доус Бътлър играе Йоги. Както при много от героите на „Хана-Барбара“, личността и маниерите на Йоги са заимствани от известна личност от времето, в което е създаден. Героят на Арт Карни от „Младоженците“ се счита за първообраз на Йоги. Името на Йоги очевидно е заето от известната звезда в бейзбола Йоги Бера.
Действието в повечето от анимационните филми за Йоги се състои около дома му в измисления „парк Джелистоун“ (наречен така по името на известния Национален парк Йелоустоун). Йоги, придружен от своя най-добър приятел Мечето Бу-Бу, често се опитва да краде кошници за пикник от посетителите на парка, което води до разочарованието на Лесничей Смит.
Мечокът Йоги е известен със своите лесно запомнящи се изрази, сред които неговото название за кошниците за пикник („pic-a-nic baskets“, останало някак незабелязано в българския превод) и неговото любимо самопоставено звание („Аз съм по-умен от средностатистическия мечок!“).
Има марсианска скала, наречена на името на Йоги. Скалата Йоги е открита след приземяването на робота Mars Pathfinder на планетата Марс през 1997 г. На първите снимки на скалата тя прилича на малко мече с лице, обърнато в обратна посока.